# ترخس عريض العنق
ترخس عريض العنق (الاسم العلمي: Trechus amplicollis) هو نوع من الحشرات يتبع جنس الترخس من فصيلة الخنافس الأرضية.